# Nagatinski Zaton
Nagatinski Zaton (Муниципальный округ Нагатинский Затон) est un district administratif du district administratif sud de Moscou, existant depuis 1991.
Une partie du district est située sur la plus grande plaine inondable de la ville, à une altitude moyenne d'un mètre au-dessus de la Moskova. Jusqu'aux années 1930 qui ont vu la construction des premiers ouvrages hydrauliques, le secteur était soumis à de fréquentes inondations. Ces travaux ont été terminés fin 1960, avec l'ouverture d'un canal long de 3,5 km et 170 mètres de large adapté pour le transport par voie navigable, qui permit de créer une île d'environ 150 hectares.
Le territoire du district était constitué par les villages de Nagatino, Diakovskoïe, Kolomenskoïe, Novinki et Sadovniki, qui furent intégrés dans les limites de Moscou en 1960, dans le quartier Proletarskij, l'urbanisation moderne a débuté à la fin de la décennie.
Les limites actuelles du district sont définies par la réforme administrative de 1991.

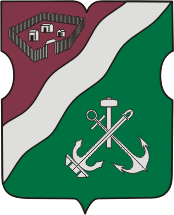
Armes du district
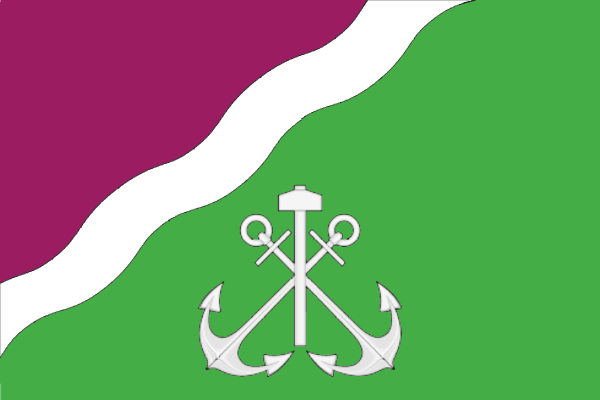
Drapeau du district